# Contarini's madonna
Contarini's madonna is een schilderij van Giovanni Bellini, dat hij maakte tussen 1475 en 1480. Het werk dankt zijn naam aan de familie Contarini, die het lang in bezit had. In 1838 liet Girolamo Contarini het schilderij na aan de Gallerie dell'Accademia in Venetië.

## Voorstelling
Contarini's madonna is een van de vele schilderijen die Bellini maakte van Maria met kind op halve lengte. Op dit werk staat Jezus volledig naakt op een borstwering en maakt met zijn rechterhand een zegenend gebaar. Maria houdt hem teder met beide handen vast. De invloed van de Byzantijnse kunst, waaruit de Venetiaanse School voortkwam, blijkt uit de uitdrukkingsloze fysionomie, die aan een icoon doet denken. Op het altaarstuk van San Giobbe, dat enkele jaren later ontstond, heeft het Christuskind vergelijkbare gelaatstrekken. Bellini signeerde zijn werk op een cartouche aan de onderkant. Zoals op veel andere werken van de kunstenaar is op de achtergrond een lieflijk landschap te zien met heuvels en een stad omringd door muren met torens.

## Afbeeldingen

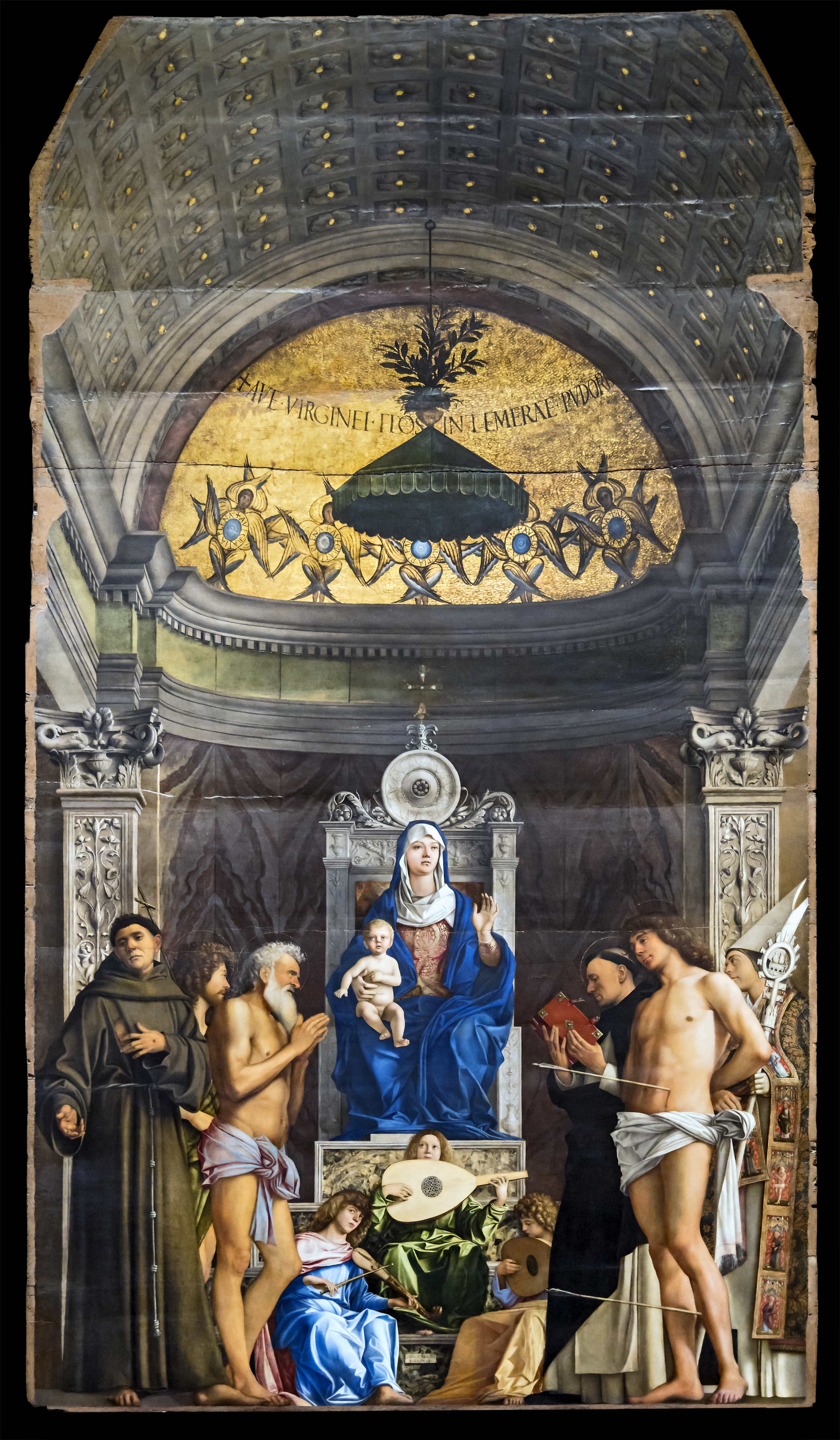
Altaarstuk van San Giobbe (ca. 1487)